# سوات رانیزیی
سوات رانیزیی (به انگلیسی: Swat Ranizai) یک تحصیل در پاکستان است که در خیبر پختونخوا واقع شده‌است.